# Torfowisko Wieliszewo
Torfowisko Wieliszewo – torfowisko wysokie typu bałtyckiego na Wysoczyźnie Damnickiej będące częścią dużego kompleksu torfowisk o nazwie „Wieliszewskie Bagna” o łącznej powierzchni 133,70 ha. Torfowisko Wieliszewo tworzy między innymi osiem użytków ekologicznych, utworzonych 13 maja 2008 na mocy uchwał nr XV/80/2008 Rady Gminy Dębnica Kaszubska z dnia 14 lutego 2008 r. w sprawie utworzenia użytków ekologicznych oraz nr XIX/128/2008 Rady Gminy w Potęgowie z dnia 29 lutego 2008 r. w sprawie ustanowienia użytków ekologicznych, o łącznej powierzchni 12,39 ha – „Torfowisko Wieliszewo 1”, „Torfowisko Wieliszewo 2”, „Torfowisko Wieliszewo 3”, „Torfowisko Wieliszewo 4”, „Torfowisko Wieliszewo 5”, „Torfowisko Wieliszewo 6”, „Torfowisko Wieliszewo 7”, „Torfowisko Wieliszewo 8”.
Stwierdzono obecność kilku rzadkich i cennych przyrodniczo gatunków roślin – rosiczki okrągłolistnej Drosera rotundifolia, bagna zwyczajnego Rhododendron tomentosum, wełnianki pochwowatej Eriophorum vaginatum, borówki bagiennej Vaccinium uliginosum, bagnicy torfowej Scheuchzeria palustris, wrzośca bagiennego Erica tetralix.